# HD135774
HD135774 — хімічно пекулярна зоря спектрального класу A4, що має видиму зоряну величину в смузі V приблизно  6,7.
Вона  розташована на відстані близько 348,8 світлових років від Сонця.